# Sergey Bocharnikov
Sergey Vadimovich Bocharnikov (en russe : Сергей Вадимович Бочарников et en biélorusse : Сяргей Вадзімавіч Бачарнікаў ; Siarhei Vadzimavich Bacharnikau), né le 28 février 1988 à Kharkiv, en RSS d'Ukraine, est un biathlète biélorusse d'origine russe.

## Carrière
Sa première compétition internationale a lieu en 2009 sous les couleurs russes : il enregistre son meilleur résultat avec l'équipe nationale aux Championnats d'Europe 2010, où il arrive huitième du sprint.
Il fait ses débuts en Coupe du monde en fin d'année 2015 sous ses nouvelles couleurs biélorusses. Il marque ses premiers points peu après avec une 36e place au sprint de Ruhpolding. Il participe à ses premiers championnats du monde en 2017 puis obtient un top vingt à Pyeongchang.
Durant la saison 2017-2018, il obtient son meilleur résultat en Coupe du monde avec une 17e place à la poursuite d'Oberhof et prend part aux Jeux olympiques d'hiver de 2018, à Pyeongchang, où il se classe notamment 18e de l'individuel, mais aussi 42e du sprint, 37e de la poursuite, 5e du relais mixte et 8e du relais. Cet hiver, il signe aussi son premier podium en IBU Cup avec une troisième place à l'individuel d'Obertilliach.
Aux Championnats d'Europe 2019, il gagne la médaille de bronze sur le relais mixte.
En 2020, il devient double champion d'Europe à Minsk, au super-sprint, puis à la poursuite. Cette année-ci, il améliore son meilleur résultat individuel en Coupe du monde avec une treizième place au sprint de Kontiolahti, qu'il égale en 2021 à Oberhof.

## Palmarès

### Jeux olympiques d'hiver
| Épreuve / Édition                | Individuel | Sprint | Poursuite | Départ groupé | Relais | Relais mixte |
| Jeux olympiques 2018 Pyeongchang | 18e        | 42e    | 37e       | —             | 8e     | 5e           |

Légende :
- - : pas de participation à l'épreuve.

### Championnats du monde
| Édition / Épreuve       | Individuel | Sprint | Poursuite | Mass start | Relais | Relais mixte | Relais mixte simple              |
| ----------------------- | ---------- | ------ | --------- | ---------- | ------ | ------------ | -------------------------------- |
| Hochfilzen 2017         | 40e        | 45e    | 40e       | —          | 19e    | 22e          | Épreuve inexistante à cette date |
| Östersund 2019          | 49e        | 73e    | —         | —          | 10e    | 13e          | —                                |
| Antholz-Anterselva 2020 | 81e        | 86e    | —         | —          | 9e     | 12e          | —                                |
| Pokljuka 2021           | 68e        | 32e    | 54e       | —          |        | 14e          | —                                |

Légende :

 : épreuve inexistante à cette date

— :Sergey Bocharnikov n'a pas participé à cette épreuve

### Coupe du monde
- Meilleur classement général : 34e en 2021
- Meilleur résultat individuel : 13e.

#### Classements en Coupe du monde
| Saison    | Classement général final | Individuel | Sprint | Poursuite | Mass start |
| 2015-2016 | 99e                      | nc         | 85e    | nc        |            |
| 2016-2017 | 58e                      | 64e        | 59e    | 52e       |            |
| 2017-2018 | 48e                      | 39e        | 46e    | 47e       |            |
| 2018-2019 | 78e                      | nc         | 68e    | 70e       |            |
| 2019-2020 | 48e                      | 44e        | 42e    | 59e       | 48e        |
| 2020-2021 | 34e                      | 47e        | 29e    | 31e       | 38e        |
| 2021-2022 | 94e                      | nc         | nc     | 71e       |            |

### Championnats d'Europe
- Médaille de bronze du relais mixte en 2019 à Minsk.
- Médaille d'or du super-sprint en 2020 à Minsk.
- Médaille d'or de la poursuite en 2020.

### IBU Cup
- 3 podiums individuels, dont 2 victoires (Championnats d'Europe).